# US Biskra
US Biskra (Arabisch: اتحاد بسكرة الرياضي) is een Algerijnse voetbalclub uit de stad Biskra. De club werd opgericht in 1934 en heeft als clubkleuren groen en zwart. 
Het A-team speelt zijn thuiswedstrijden in het Complexe Sportif d'El Alia, dat plaats biedt aan een 15.000-tal toeschouwers. De club speelde in 2005/06 voor het eerst in de hoogste klasse en werd laatste met grote achterstand op USM Annaba, dat voorlaatste werd. In 2017 promoveerde de club opnieuw.
De club speelde het grootste deel van zijn geschiedenis in de 3de divisie van het land.
ASO Chlef ·
CR Belouizdad ·
CS Constantine ·
ES Sétif ·
HB Chelghoum Laïd ·
JS Kabylie ·
JS Saoura ·
MC Alger ·
MC Oran ·
NA Hussein Dey ·
NC Magra ·
Olympique de Médéa ·
Paradou AC ·
RC Arbaâ ·
RC Relizane ·
US Biskra ·
USM Alger ·
WA Tlemcen ·